# Liste der Baudenkmäler in Pfalzen
Die Liste der Baudenkmäler in Pfalzen (italienisch Falzes) enthält die 37 als Baudenkmäler ausgewiesenen Objekte auf dem Gebiet der Gemeinde Pfalzen in Südtirol.
Basis ist das im Internet einsehbare offizielle Verzeichnis der Baudenkmäler in Südtirol. Dabei kann es sich beispielsweise um Sakralbauten, Wohnhäuser, Bauernhöfe und Adelsansitze handeln. Die Reihenfolge in dieser Liste orientiert sich an der Bezeichnung, alternativ ist sie auch nach der Adresse oder dem Datum der Unterschutzstellung sortierbar.

## Liste
| Foto |                 | Bezeichnung                                                          | Standort                                             | Eintragung                   | Beschreibung                  | Metadaten                                                                       |
| ---- | --------------- | -------------------------------------------------------------------- | ---------------------------------------------------- | ---------------------------- | ----------------------------- | ------------------------------------------------------------------------------- |
| ja   | Datei hochladen | Aichner Stöckl ID: 16421                                             | 46° 49′ 21″ N, 11° 51′ 51″ O                         | 10. Apr. 1989 (BLR-LAB 1863) | Bildstock                     | KG: Issing Bauparzelle: 95                                                      |
| ja   | Datei hochladen | Bachstöckl ID: 16441                                                 | 46° 49′ 18″ N, 11° 53′ 12″ O                         | 22. Dez. 1986 (BLR-LAB 7862) | Bildstock                     | KG: Pfalzen Bauparzelle: 94                                                     |
| ja   | Datei hochladen | Baumann ID: 16417                                                    | 46° 49′ 3″ N, 11° 50′ 56″ O                          | 5. Okt. 1949 (MD)            | Ländliches Wohnhaus/Bauernhof | KG: Issing Bauparzelle: 47                                                      |
| ja   | Datei hochladen | Elzenbaumer ID: 16442                                                | 46° 49′ 7″ N, 11° 53′ 10″ O                          | 22. Dez. 1986 (BLR-LAB 7862) | Ländliches Wohnhaus/Bauernhof | KG: Pfalzen Bauparzelle: 98                                                     |
| ja   | Datei hochladen | Haselrieder ID: 16420                                                | 46° 49′ 5″ N, 11° 51′ 25″ O                          | 22. Dez. 1986 (BLR-LAB 7862) | Ländliches Wohnhaus/Bauernhof | KG: Issing Bauparzelle: 76                                                      |
| ja   | Datei hochladen | Hilber ID: 16429                                                     | 46° 48′ 35″ N, 11° 52′ 54″ O                         | 22. Dez. 1986 (BLR-LAB 7862) | Ländliches Wohnhaus/Bauernhof | KG: Pfalzen Bauparzelle: 20                                                     |
| ja   | Datei hochladen | Höllensteiner ID: 16428                                              | 46° 48′ 42″ N, 11° 53′ 0″ O                          | 22. Dez. 1986 (BLR-LAB 7862) | Ländliches Wohnhaus/Bauernhof | KG: Pfalzen Bauparzelle: 13, 480 Grundparzelle: 1223/1, 1223/4                  |
| ja   | Datei hochladen | Kaiser ID: 16410                                                     | 46° 49′ 6″ N, 11° 54′ 3″ O                           | 22. Dez. 1986 (BLR-LAB 7862) | Ländliches Wohnhaus/Bauernhof | KG: Greinwalden Bauparzelle: 14                                                 |
| ja   | Datei hochladen | Kapelle beim Hauser ID: 16409                                        | 46° 48′ 42″ N, 11° 54′ 22″ O                         | 22. Dez. 1986 (BLR-LAB 7862) | Kapelle                       | KG: Greinwalden Bauparzelle: 1                                                  |
| ja   | Datei hochladen | Kapelle beim Innerhuber ID: 16411                                    | 46° 49′ 13″ N, 11° 54′ 38″ O                         | 22. Dez. 1986 (BLR-LAB 7862) | Kapelle                       | KG: Greinwalden Bauparzelle: 20                                                 |
| ja   | Datei hochladen | Kapelle beim Kofler am Kofl ID: 16413                                | Koflerweg 46° 49′ 30″ N, 11° 54′ 19″ O               | 22. Dez. 1986 (BLR-LAB 7862) | Kapelle                       | KG: Greinwalden Bauparzelle: 29                                                 |
| ja   | Datei hochladen | Kapelle beim Unterkehrer ID: 16412                                   | 46° 49′ 26″ N, 11° 54′ 50″ O                         | 22. Dez. 1986 (BLR-LAB 7862) | Kapelle                       | KG: Greinwalden Bauparzelle: 25                                                 |
| ja   | Datei hochladen | Kornkasten beim Gasser ID: 16433                                     | 46° 48′ 47″ N, 11° 53′ 2″ O                          | 22. Dez. 1986 (BLR-LAB 7862) | Kornkasten                    | KG: Pfalzen Bauparzelle: 41/2                                                   |
| ja   | Datei hochladen | Kornkasten beim Unterhauser ID: 16431                                | Michael-Pacher-Straße 14 46° 48′ 38″ N, 11° 53′ 1″ O | 22. Dez. 1986 (BLR-LAB 7862) |                               | KG: Pfalzen Bauparzelle: 26 (zum Zeitpunkt der Unterschutzstellung) aktuell 473 |
| ja   | Datei hochladen | Luttach mit Garten ID: 16426                                         | 46° 48′ 46″ N, 11° 52′ 57″ O                         | 5. Okt. 1949 (MD)            | Ländliches Wohnhaus/Bauernhof | KG: Pfalzen Bauparzelle: 2 Grundparzelle: 4, 5                                  |
| ja   | Datei hochladen | Mairambach ID: 16435                                                 | 46° 48′ 51″ N, 11° 53′ 7″ O                          | 22. Dez. 1986 (BLR-LAB 7862) | Ländliches Wohnhaus/Bauernhof | KG: Pfalzen Bauparzelle: 50                                                     |
| ja   | Datei hochladen | Maria-Hilf-Kapelle beim Rohrer ID: 16446                             | 46° 49′ 8″ N, 11° 53′ 35″ O                          | 22. Dez. 1986 (BLR-LAB 7862) |                               | KG: Pfalzen Grundparzelle: 983                                                  |
| ja   | Datei hochladen | Martinskapelle beim Unterniederhäuserer ID: 16422                    | 46° 49′ 28″ N, 11° 50′ 58″ O                         | 22. Dez. 1986 (BLR-LAB 7862) | Kapelle                       | KG: Issing Bauparzelle: 117                                                     |
| ja   | Datei hochladen | Maurer ID: 16439                                                     | 46° 49′ 8″ N, 11° 52′ 39″ O                          | 22. Dez. 1986 (BLR-LAB 7862) | Ländliches Wohnhaus/Bauernhof | KG: Pfalzen Bauparzelle: 72                                                     |
| ja   | Datei hochladen | Peststöckl an der Straße nach St. Valentin ID: 16445                 | 46° 48′ 40″ N, 11° 53′ 13″ O                         | 22. Dez. 1986 (BLR-LAB 7862) | Bildstock                     | KG: Pfalzen Grundparzelle: 674                                                  |
| ja   | Datei hochladen | Pfarrkirche St. Cyriakus mit Friedhofskapelle und Friedhof ID: 16425 | 46° 48′ 44″ N, 11° 53′ 0″ O                          | 22. Dez. 1986 (BLR-LAB 7862) | Kirche                        | KG: Pfalzen Bauparzelle: 1 Grundparzelle: 1                                     |
| ja   | Datei hochladen | Pfarrwidum mit Kapelle ID: 16432                                     | 46° 48′ 44″ N, 11° 53′ 2″ O                          | 22. Dez. 1986 (BLR-LAB 7862) | Widum/Kanonikerhaus           | KG: Pfalzen Bauparzelle: 31, 32/1                                               |
| ja   | Datei hochladen | Pramstaller ID: 16438                                                | 46° 49′ 5″ N, 11° 53′ 4″ O                           | 22. Dez. 1986 (BLR-LAB 7862) | Ländliches Wohnhaus/Bauernhof | KG: Pfalzen Bauparzelle: 68                                                     |
| ja   | Datei hochladen | Rainer ID: 16437                                                     | 46° 48′ 57″ N, 11° 53′ 7″ O                          | 22. Dez. 1986 (BLR-LAB 7862) | Ländliches Wohnhaus/Bauernhof | KG: Pfalzen Bauparzelle: 57                                                     |
| ja   | Datei hochladen | Rantner ID: 16415                                                    | 46° 48′ 58″ N, 11° 51′ 44″ O                         | 22. Dez. 1986 (BLR-LAB 7862) | Ländliches Wohnhaus/Bauernhof | KG: Issing Bauparzelle: 6/1                                                     |
| ja   | Datei hochladen | Schöneck ID: 16418                                                   | 46° 49′ 13″ N, 11° 50′ 53″ O                         |                              | Burg/Schloss                  | KG: Issing Bauparzelle: 57,58                                                   |
| ja   | Datei hochladen | Schöpfer mit Kornkasten und Backofen ID: 16427                       | 46° 48′ 45″ N, 11° 52′ 57″ O                         | 22. Dez. 1986 (BLR-LAB 7862) |                               | KG: Pfalzen Bauparzelle: 5, 6, 7                                                |
| ja   | Datei hochladen | Sichelburg ID: 16436                                                 | 46° 48′ 53″ N, 11° 52′ 58″ O                         | 23. Sep. 1949 (MD)           | Burg                          | KG: Pfalzen Bauparzelle: 54                                                     |
| ja   | Datei hochladen | St. Johann in Hasenried mit Brunnenkapelle ID: 16419                 | 46° 49′ 6″ N, 11° 51′ 25″ O                          | 22. Dez. 1986 (BLR-LAB 7862) | Kirche                        | KG: Issing Bauparzelle: 74, 75                                                  |
| ja   | Datei hochladen | St. Nikolaus ID: 16414                                               | 46° 48′ 54″ N, 11° 51′ 46″ O                         | 22. Dez. 1986 (BLR-LAB 7862) | Kirche                        | KG: Issing Bauparzelle: 1                                                       |
| ja   | Datei hochladen | St. Valentin ID: 16443                                               | 46° 48′ 33″ N, 11° 53′ 35″ O                         | 22. Dez. 1986 (BLR-LAB 7862) | Kirche                        | KG: Pfalzen Bauparzelle: 105                                                    |
| ja   | Datei hochladen | Stöckl beim Hilber ID: 16444                                         | 46° 48′ 36″ N, 11° 52′ 49″ O                         | 22. Dez. 1986 (BLR-LAB 7862) | Bildstock                     | KG: Pfalzen Grundparzelle: 34/3                                                 |
| ja   | Datei hochladen | Stöckl und Kornkasten beim Huber am Georgenberg ID: 16423            | 46° 49′ 44″ N, 11° 50′ 59″ O                         | 22. Dez. 1986 (BLR-LAB 7862) | Kapelle                       | KG: Issing Bauparzelle: 122, 123                                                |
| ja   | Datei hochladen | Tanzer Stöckl ID: 16424                                              | 46° 48′ 51″ N, 11° 52′ 10″ O                         | 22. Dez. 1986 (BLR-LAB 7862) | Bildstock                     | KG: Issing Grundparzelle: 1670                                                  |
| ja   | Datei hochladen | Teifental ID: 16440                                                  | 46° 49′ 6″ N, 11° 52′ 19″ O                          | 22. Dez. 1986 (BLR-LAB 7862) | Ländliches Wohnhaus/Bauernhof | KG: Pfalzen Bauparzelle: 75                                                     |
| ja   | Datei hochladen | Tischler ID: 16434                                                   | 46° 48′ 49″ N, 11° 53′ 3″ O                          | 22. Dez. 1986 (BLR-LAB 7862) | Ländliches Wohnhaus/Bauernhof | KG: Pfalzen Bauparzelle: 42                                                     |

Falls bei einem Baudenkmal keine Koordinaten bekannt sind, werden ersatzweise die Katasterdaten zum Zeitpunkt der Unterschutzstellung angegeben. Diese sind weder offiziell noch zwingend aktuell.
Die vom Landesdenkmalamt übernommenen Adressen können veraltet sein.
| Foto:   | Fotografie des Denkmals. Klicken des Fotos erzeugt eine vergrößerte Ansicht. Daneben finden sich zwei Symbole: |
| ID      | Identifikator beim Südtiroler Landesdenkmalamt                                                                 |
| KG      | Katastralgemeinde                                                                                              |
| MD      | Ministerialdekret                                                                                              |
| BLR-LAB | Beschluss der Landesregierung – Landesausschussbeschluss                                                       |

## Ehemalige Baudenkmäler
| Foto |                 | Bezeichnung                | Standort                    | Eintragung                   | Beschreibung                                                                               | Metadaten                  |
| ---- | --------------- | -------------------------- | --------------------------- | ---------------------------- | ------------------------------------------------------------------------------------------ | -------------------------- |
| ja   | Datei hochladen | Müller in Mühlen ID: 16416 | 46° 49′ 3″ N, 11° 50′ 51″ O | 22. Dez. 1986 (BLR-LAB 7862) | Ländliches Wohnhaus/Bauernhof; Denkmalschutz mit BLR-LAB 246 vom 11. März 2014 aufgehoben. | KG: Issing Bauparzelle: 38 |

Falls bei einem Baudenkmal keine Koordinaten bekannt sind, werden ersatzweise die Katasterdaten zum Zeitpunkt der Unterschutzstellung angegeben. Diese sind weder offiziell noch zwingend aktuell.
Die vom Landesdenkmalamt übernommenen Adressen können veraltet sein.
| Foto:   | Fotografie des Denkmals. Klicken des Fotos erzeugt eine vergrößerte Ansicht. Daneben finden sich zwei Symbole: |
| ID      | Identifikator beim Südtiroler Landesdenkmalamt                                                                 |
| KG      | Katastralgemeinde                                                                                              |
| MD      | Ministerialdekret                                                                                              |
| BLR-LAB | Beschluss der Landesregierung – Landesausschussbeschluss                                                       |